# 康斯坦丁·馮·牛賴特
康斯坦丁·馮·牛賴特（德語：Konstantin Freiherr von Neurath；1873年2月2日—1956年8月14日），全称诺伊拉特男爵康斯坦丁·赫尔曼·卡尔（德語：Konstantin Hermann Karl Freiherr von Neurath），是一位德國外交官、政治人物，1932年至1938年擔任德國外交部長；1939年至1941年擔任波希米亞和摩拉維亞保護國保護者（總督），仍保留該保護者名號至1943年。

## 早年

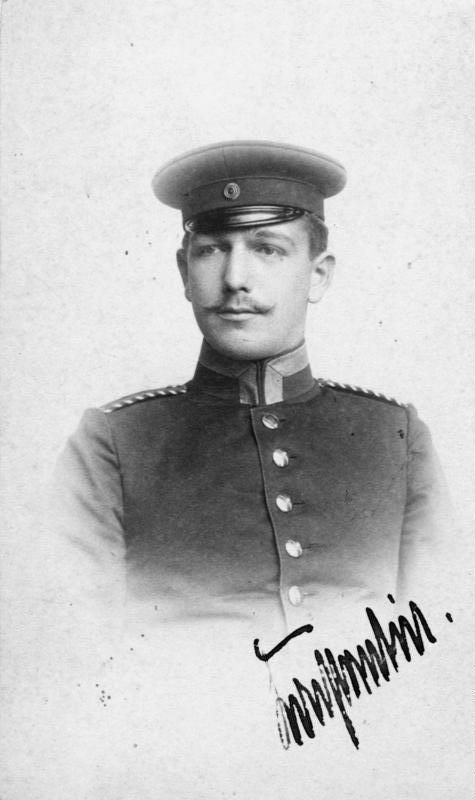
1893年身著軍裝的牛赖特。

牛赖特于1873年出生在符騰堡王國的恩茨河畔法伊英根，為不顯著的士瓦本貴族之子。他於杜賓根大學及柏林洪堡大學攻讀法律，1892年畢業並回到家鄉當地的法律事務所工作。1901年進入政府部門並在柏林的外交部辦公室工作。1903年被派赴倫敦的德國駐英大使館，1909年起作為該館的法律顧問。1914年被派往伊斯坦堡。
1901年5月30日與Marie Auguste Moser von Filseck於斯圖加特結婚，1902年生一子Konstantin，1904生一女Winifred 。
一戰期間，他作為一步兵團軍官服役至1916年其重傷。1914年獲鐵十字勳章。其後重回外交領域派駐在奧圖曼帝國。戰爭結束，其帶領符騰堡政府。

## 政治生涯

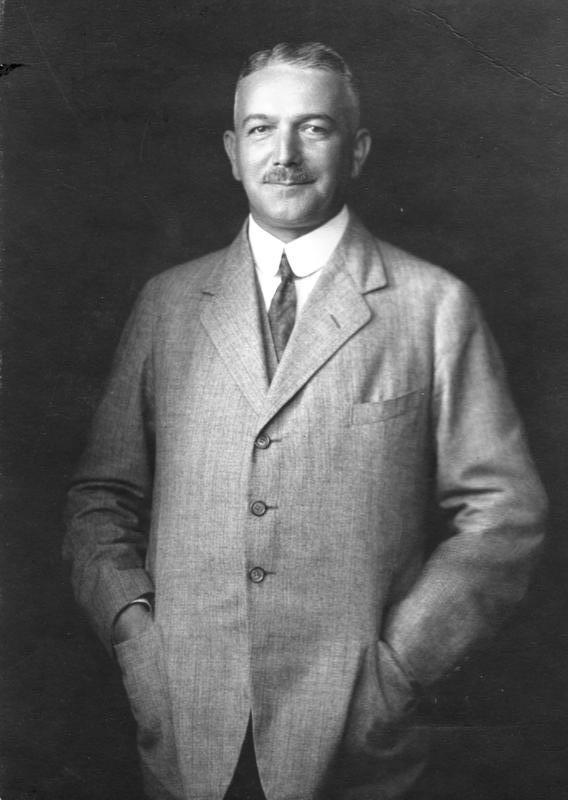
1920年的牛赖特。

1919被派駐丹麥哥本哈根，1921年至1930年為駐義大利大使。1929年曾考慮加入德國內閣。1930年擔任駐英大使。
1932年，牛赖特被召回擔任帕彭內閣的外交部長，持續在之後的施萊謝爾及希特勒內閣裡，擔任該職位至1940年。在希特勒擔任總理早期時，牛赖特增添了希特勒擴張政策的光環。
他曾參與1933年德國退出國際聯盟、1935年英德海軍條約之制定及重佔萊茵蘭。1937年加入納粹黨及同年9月被授予黨衛隊上將榮譽軍銜。
1938年2月4日，牛赖特被解除外交部長職務。他感受到他被希特勒邊緣化也不符希特勒的積極擴張的口味。外交部長被里賓特洛甫接任，他仍保留不管部部長一職。
1939年3月，牛赖特被任命為波希米亞和摩拉維亞保護國保護者（總督），他作為希特勒於該地區的代理人，建立德國的法治以控制媒體及廢除政黨、工會。
1939年10、11月期間，強硬鎮壓學生抗議活動。希特勒仍認為其統治手段過於溫和，在1941年9月逐漸減少其職務，並以海德里希取代，1941年牛赖特已提出辭呈，但至1943年8月才被批准。

## 紐倫堡審判
纽伦堡审判中，牛赖特被指控四項罪名皆成立，被判15年徒刑。1954年因心臟疾病提早獲釋，1956年於恩茨韋英根逝世。